# Marsz (wojsko)
Marsz – ruch wojsk po drogach lub na przełaj do wyznaczonych rejonów bądź rubieży. Wykonywany jest w kolumnach marszowych. Kolumna marszowa może być gąsienicowa, kołowa lub mieszana. Kolumna marszowa to ugrupowanie wojsk na jednej drodze pod jednym dowództwem. W czasie marszu wojska są stale w gotowości do podjęcia walki.
Celem marszu jest osiągnięcie przez wojska nakazanego rejonu lub rubieży w odpowiednim czasie i pełnej gotowości do prowadzenia walki.

## Charakterystyka marszu
Marsz jest to zorganizowane przemieszczanie wojsk na własnych środkach transportu do wyznaczonego rejonu lub na rubież walki, z zachowaniem zdolności do wykonania zadań bojowych.
Dla usprawnienia marszu oddziału lub związku taktycznego kolumnę marszową można podzielić na grupy marszowe (zgrupowania taktyczne). Grupa marszowa nie powinna być większa niż siły ekwiwalentnego wzmocnionego batalionu (batalionowego zgrupowaniu broni połączonych). Powinna być także zdolna, do samodzielnego podjęcia walki z przeciwnikiem naziemnym i powietrznym. Między grupami marszowymi ustala się odległości czasowe, a między pojazdami w metrach. Odległość między grupami marszowymi przy średniej prędkości 30 km/h nie powinna być większa niż 5 minut, a między pojazdami 50 m. W uzasadnionych sytuacjach może nastąpić zwiększenie odległości między grupami marszowymi (pododdziałami) oraz między pojazdami, odległości te określają dowódcy kolumn. Zapasy materiałowe w marszu uzupełnia się z reguły w rejonach odpoczynków, a paliwo w pojazdach dotankowuje się na postojach. Zasadne jest przydzielenie do poszczególnych elementów ugrupowania marszowego cystern z paliwem które po uzupełnieniu braków można łączyć w kolumny i w wyznaczonych rejonach odtworzyć zapasy ruchome. Marsz jako zorganizowane przemieszczanie wojsk kończy się z chwilą wejścia wojsk do nakazanego rejonu lub osiągnięcia określonej rubieży.
Ugrupowanie marszowe tworzą
- elementy rozpoznawcze
- ubezpieczenie marszowe,
- oddział zabezpieczenia ruchu,
- kolumny sił głównych (grup marszowych)
- kolumny jednostek logistycznych.

Ze względu na kierunek wykonywania marsze mogą być
- dofrontowe (czołowe)
- odfrontowe
- rokadowe (boczne)

W marszu dofrontowym najistotniejszą rolę spełniać będą ubezpieczenia czołowe (awangardy, szpice czołowe, patrole czołowe). Awangardy i szpice czołowe powinny być zdolne do rozbicia drobnych grup przeciwnika blokującego ruch kolumn po drogach. W wypadku napotkania przeważających sił powinny umożliwić maszerującym wojskom swobodę rozwinięcia i wejścia do walki.
W marszu odfrontowym czołową rolę spełniają ubezpieczenia tylne (ariergardy, szpice tylne). Siła i skład ubezpieczeń tylnych zapewnić ma ochronę maszerujących wojsk przed nacierającym przeciwnikiem. Zadanie to wykonują przez prowadzenie działań opóźniających na wybranych dogodnych rubieżach terenowych.
W marszu rokadowym szczególnego znaczenia nabierają ubezpieczenia boczne (oddział boczny, szpica lub patrol boczny). Mogą one być wysyłane przez awangardę lub z kolumny sił głównych. Wykonują one okresowo marsz po drodze równoległej do drogi głównej, w odległości zapewniającej bezpieczeństwo maszerującym wojskom oraz dającej możliwość wsparcia ubezpieczeń przez środki znajdujące się w kolumnie sił głównych.
Dyscyplina marszu to ścisłe przestrzeganie zasad organizacji i sprawności marszu, obejmujących w szczególności: poruszanie się po wyznaczonych trasach przemarszu (przejazdu), zachowanie odpowiednich odległości między kolumnami, terminowość przekraczania ustalonych punktów, przestrzeganie zasad ubezpieczenia wojsk w ruchu i na postojach, stosowanie odpowiedniego reżimu pracy środków łączności, sygnalizacji, maskowania itp.
Prędkość marszowa każdego pojazdu wojskowego jest więc nieco wyższa niż prędkość ekonomiczna bojowa, wyznaczana przy utrzymaniu wszystkich mechanizmów i urządzeń w pełnej gotowości do użycia („na podgrzaniu”), i którą stosuje się podczas przemarszu pojazdu w okresie wojny, gdy sytuacja bojowa stwarza bezpośrednie zagrożenie atakiem przeciwnika.
Prędkość ekonomiczna marszowa – prędkość, przy której pojazd ma najmniejsze zużycie paliwa w stosunku do przebywanej odległości w jednostce czasu. Innymi słowy: prędkość, przy której okręt/samochód/czołg/samolot dotrze najdalej.
Prędkość tę definiuje się przy założeniu, że włączone są tylko te mechanizmy i urządzenia pojazdu, które zapewniają bezpieczeństwo ruchu i potrzeby bytowe załogi. Oznacza to w szczególności, że nie są włączone te urządzenia, które potrzebne są do zapewnienia pełnej gotowości bojowej, zdolności do prowadzenia walki i obrony, np. urządzenia zasilające napędy wieżyczek armat, radary śledzące, dodatkowe silniki umożliwiające uchylenie się przed atakiem rakietą lub torpedą itp.

## Prowadzenie marszu
Związkowi taktycznemu i oddziałowi do wykonania marszu wyznacza się pas marszu lub przynajmniej trzy drogi dla związku taktycznego, a dwie dla oddziału. Ponadto wyznacza się drogi zapasowe i rokadowe. Do celów kierowania marszem wyznacza się linię wyjściową i linie wyrównania oraz ustala się czas przejścia przez nie czoła kolumn. Odległość linii wyjściowej od rejonu rozmieszczę powinna umożliwić sformowanie kolumny marszowej wzmocnionego batalionu, czyli około 5 km. Linie wyrównania powinny być ściśle związane z planowanymi postojami. Wyznacza się je w odstępach kilku godzin marszu, średnio nie częściej niż co 2–4 godziny. Należy unikać wyznaczania ich na rzekach, przełęczach i w miejscowościach.
Marsz rozpoczyna się od wyjścia wojsk z dotychczasowych rejonów rozmieszczenia na drogi marszu i utworzenia ugrupowania marszowego. Za jego początek uważa się moment przekroczenia czołem kolumny sił głównych linii (punktu) wyjściowej.

Ugrupowanie marszowe powinno przede wszystkim zapewnić:
- szybkie i skryte przesunięcie wojsk do nowych rejonów,
- gotowość do odparcia uderzeń przeciwnika z powietrza, podjęcia walki z desantami powietrznymi i zgrupowaniami powietrznoszturmowymi,
- możliwość zorganizowanego wejścia do walki

Ugrupowanie marszowe składa się z rzutów, a te z kolumn marszowych. W skład pierwszego rzutu wchodzi ta część przemieszczających się wojsk, która przewidywana jest do rozpoczęcia operacji lub walki w pierwszym rzucie operacyjnym (bojowym).
Ugrupowanie marszowe powinno zapewnić szybkie i sprawne rozwinięcie w ugrupowanie przedbojowe i bojowe, jak najmniejszą wrażliwość na uderzenia przeciwnika, szczególnie lotnictwa i broni precyzyjnej oraz utrzymanie ciągłości dowodzenia. Stwarza ono warunki do osiągnięcia nakazanych rejonów, rubieży lub obiektów w określonym czasie z zachowaniem gotowości do realizacji zadań bojowych. Mogą być wykonywane również przemieszczenia wojsk z jednego kierunku działań na inny oraz pościgi. Między ubezpieczeniem marszu i między kolumnami marszowymi zachowuje się odległości i odstępy zapewniające bezpieczeństwo, manewr, swobodę ciągłego i sprawnego marszu, szybkie rozwinięcie się i przyjęcie ugrupowania bojowego lub zatrzymanie; wejście do rejonu ześrodkowania lub wprowadzenie do bitwy; ciągłe dowodzenie i bojowe zabezpieczenie działań.

## Marsz w Wojsku Polskim II Rzeczypospolitej
Rodzaje marszów:
- Marsz podróżny

stosowano jeżeli nieprzyjaciel nie mógł przeszkodzić danemu przesunięciu działaniem na ziemi, a istniało jedynie zagrożenie ze strony nieprzyjaciela powietrznego
- Marsz ubezpieczony[a]

stosowano przy zagrożeniu ze strony nieprzyjaciela naziemnego
Dzienny wysiłek marszowy dywizji wynosił ok. 30 km. Dobrze wyszkolone oddziały mogły osiągnąć odległość do 40 km bez strat marszowych i obniżenia zdolności bojowej.
Dalsze zwiększenie wysiłku uzyskiwano stosując marsz forsowny. Pododdziały osiągały wtedy odległość do 80 km w ciągu 30 godzin.
Odpoczynki

Pierwszy zarządzano po 30 minutach marszu. Celem jego było sprawdzenie stanu obciążenia piechurów, poprawienie umundurowania, ułożenie przedmiotów wyposażenia osobistego itp. Trwał ok. 15 min.
Kolejne 10 minutowe odpoczynki organizowano w odstępach godzinnych. W kawalerii wydłużano czas marszu do 2 godzin. Po przebyciu ok. 2/3 drogi stosowano długi odpoczynek. Urządzano go w miejscu gdzie był ułatwiony dostęp do wody. W tym czasie wydawano wojsku posiłek. Karmiono i pojono konie. Pododdziały zwalniały drogi i kryły się przed lotnictwem.